# Палаючі безодні
«Палаючі безодні» (рос. Пылающие бездны) — науково-фантастичний роман Миколи Муханова. Один з перших в радянській науково-фантастичної літератури творів, написаних у жанрі «космічної опери». Найвідоміший твір письменника.
У 1924 році роман був опублікований в журналі «Світ пригод», в тому ж році він вийшов окремим виданням. Передрукований в малій серії «Бібліотеки пригод і наукової фантастики» у 2010 році.

## Сюжет
Роман розповідає про війну цивілізацій Землі і Марса. Він складається з трьох частин: «Війна Землі з Марсом в 2423 році», «Бранці Марса» і «Той, в чиїх руках долі світів».
Інтрига роману складна, хоча і досить наївна. Не зумівши мирно поділити пояс астероїдів з багатим вмістом елемента «небулію» - основою всієї земної і марсіанської техніки - Земля і Марс переходять до військових дій. Ситуація ускладнюється тим, що Марсом править таємне товариство ларгомерогів, яке поставило собі за мету всіма засобами домагатися здійснення культурно-політичної гегемонії марсіан на всіх заселених планетах.
Широкомасштабна військова кампанія ведеться за допомогою різноманітної фантастичної зброї: її потужність і барвистість космічних баталій обмежується тільки фантазією автора, земляни знищують марсіанські військові бази Фобос і Деймос, марсіани нагрівають поверхню Місяця, знищивши поселення землян на ній, і мало не зрушують його з орбіти тощо.
Нарешті земляни, застосувавши «планетарне гальмо» - винахід геніального земного вченого Кена Роні - тимчасово зупиняють обертання Марса і тим самим змушують марсіан здатися. Мир укладений, однак вцілілі ларгомероги за допомогою серії терористичних актів дестабілізують обстановку на Марсі і розв'язують там громадянську війну. Обстановка на Марсі ускладнюється ще й тим, що комета, яка прилетіла в Сонячну систему, загрожує знищити життя на цій планеті. Але реваншистські задуми ларгомерогів зазнають краху, їхній лідер Гро Фезер гине. Землянам за допомогою нового винаходу вдається відхилити комету від Марса.
В ході військових дій двоє землян - командувач космічним флотом Федерації Землі Гені Оро-Моск і глава всіх технічних сил Федерації Роні Оро-Бер - потрапляють у полон до марсіан, але знаходять несподіваного союзника в особі геніального марсіанського науковця Нооме. Ця подія дає початок романтичній лінії - втім, прописаній досить схематично на тлі епічних подій, що розвиваються - історії кохання Гені Оро-Моска і юної марсіанки Лейяніти, внучки Нооме.

## Світ
Дія роману відбувається в середині XXV століття. На Землі існує єдина світова держава - Федерація Землі зі столицею Гроазур (на Уралі), керована Федеральною Радою Землі. Земляни розмовляють єдиною світовою мовою - Азіру. У числі освоєних цивілізацією технологій - рух у безповітряному просторі, використання енергії радіоактивного розпаду, подовження життя до декількох сотень років, читання думок, можливість змінювати орбіти і характер обертання небесних тіл, штучні сонця, різноманітні види «променевої енергії», що вживається, зокрема, й у військових цілях тощо.
Земна цивілізація існує не менше 60 тисяч років, проте розвивається циклічно, приходячи в занепад при кожному льодовиковому періоді.
Цивілізація Марса древніша від цивілізації Землі і існує близько 650 тисяч земних років.

## Основні персонажі
Земні імена, як правило, складаються з двох частин: імені, даного при народженні і вказівки на місце народження. Такі ж імена іноді носять марсіани, що живуть на Землі.

### Земляни
- Гені Оро-Моск (народжений в Європі, Москва) — командувач космічним флотом Федерації Землі; вік - близько 40 років
- Роне Оро-Бер (народжений в Європі, Берлін) — знаменитий вчений, глава всіх технічних сил Федерації; 199 років
- Кен Роне — геніальний вчений, винахідник «планетарного гальма», можливо - син Роне Оро-Бера; 22 роки

### Марсіани
- Нооме — знаменитий марсіанський вчений
- Лейяніта (в перекладі з марсіанської - Ранкова зоря) - його внучка; близько 21 року
- Гро Фезера-Мар — поет, голова таємної спілки ларгомерогів
- Авіра Гені-Мар — дружина Гені Оро-Моска, сестра Гро Фезера, таємний агент ларгомерогів на Землі; 28 років

## Літературні ремінісценції
- Назва роману, ймовірно, є відсиланням до строфи з вірша Тютчева:

Небесный свод, горящий славой звездной
Таинственно глядит из глубины, —
И мы плывем, пылающею бездной
Со всех сторон окружены.
Цікаво, що згодом саме цей епіграф вибрав для однієї з частин першої книги своєї трилогії «Люди як боги» Сергій Снєгов.
- Епіграф до роману — «Sic itur ad astra» (лат. Так досягають зірок) — взято з «Енеїди» Вергілія

## Видання

### Журнальні видання
- Муханов Н. Война земли с Марсом в 2423 году: [Главы из романа «Пылающие бездны»] // Мир приключений. — 1924. — № 1.
- Муханов Н. Пленники Марса: [Главы из романа «Пылающие бездны»] // Мир приключений. — 1924. — № 2.
- Муханов Н. Тот, в чьих руках судьбы миров: [Главы из романа «Пылающие бездны»] // Мир приключений. — 1924. — № 3.

### Книжкові видання
- Муханов Н. Пылающие бездны: Фантаст. роман в 3-х ч. / Ил. М. Мизернюка. — Л., 1924. — 144 с.
- Муханов Н. Пылающие бездны: Фантаст. роман в 3-х ч. / Ил. М. Мизернюка. — Л., 1927. — 112 с.
- Муханов Н. Пылающие бездны (роман) // Деревянная королева: Русская фантастическая проза 20-х годов XX века / сост. Ю. Медеведев. — М., 1999. — С. 291—491. — ISBN 5-268-00454-9.
- Муханов Н. Пылающие бездны. — Екатеринбург, 2010. — 252 с. — 800 екз. — ISBN 5-89806-054-2.
- Муханов Н. Пылающие бездны. — М.-СПб., 2010. — 320 с. — (Малая библиотека приключений). — ISBN 978-5-4224-0038-6.